# Caloboletus frustosus
Caloboletus frustosus es un hongo bolete nativo de América del Norte. Hasta 2014, era conocido como Boletus frustosus. Cambios  en el marco filogenético de la familia Boletaceae motivaron la transferencia de esta especie, junto con otros boletus relacionados —incluido Caloboletus calopus— al género Caloboletus. Fue descrito científicamente por primera vez en 1941 por los micólogos Wally Snell y Esther Dick.